# Bordes (Altos Pirenéus)
Bordes é uma comuna francesa na região administrativa de Occitânia, no departamento dos Altos Pirenéus. Estende-se por uma área de 11,22 km², Em 2010 a comuna tinha 774 habitantes (densidade: 69 hab./km²)..